# Pedro Ivánovich Ricord
Pedro Ivánovich Ricord (en ruso: Пётр Иванович Рикорд; 29 de enerojul./ 9 de febrero de 1776greg.-16 de febrerojul./ 28 de febrero de 1855greg.), con su nombre eslavo Piotr también traducido antiguamente en español como Pietro Ricord, y en textos extranjeros como Petr Rikord. Ricord fue un almirante, viajero, científico, diplomático, escritor, constructor naval, estadista y figura pública del Imperio ruso.

## Biografía
Ricord nació en 1776 en Torópets, entonces recién incluida en el nuevo Virreinato de Tver. Fue hijo de la familia del primer mayor del Regimiento de Carabineros de Ingermanland; se graduó en el Cuerpo de cadetes navales; Comenzó el servicio militar en la Flota del Báltico y obtuvo su primera condecoración de guerra por su distinción en la operación de desembarco en la costa de los Países Bajos en 1799, recibiendo la Orden de Santa Ana de cuarta clase.
Entre 1803 y 1805, estuvo entre los doce mejores oficiales navales, por lo que fue enviado como voluntario a la flota británica para mejorar las prácticas marítimas rusas. En aquella época realizó viajes por mar a casi todos los dominios marítimos británicos y participó en la guerra con Francia y España.
Entre 1807 y 1809, Ricord participó como oficial superior en la circunnavegación de Vasili Golovnín en el buque Diana. Fue condecorado con la Orden de San Vladimiro de cuarta clase «por el excelente desempeño de su cargo en el balandro Diana y por su ayuda y asistencia prestada al capitán del balandro» y en particular «por la preservación de la salud de la tripulación.»
Entre 1810 y 1811 participó en la exploración hidrográfica del Pacífico Norte y recibió la Orden de San Jorge de cuarta clase por cumplir su decimoctava campaña marítima de seis meses de duración.
El cautiverio de Vasili Golovnín entre 1811 y 1813 casi condujo a la guerra entre Rusia y Japón en lo que se conoció como el Incidente de Golovnín. Después de la captura, Ricord organizó y dirigió tres expediciones para liberar a los marineros rusos del cautiverio japonés, durante las cuales demostró sus extraordinarias habilidades diplomáticas.
De 1817 a 1822 fue jefe de Kamchatka y fue condecorado con la segunda clase de la Orden de Santa Ana con adornos de diamantes por su «trato humano y cuidado del bienestar de los residentes». Su plan de reformas en la península de Kamchatka fue aceptado como base para un programa de desarrollo a largo plazo de esta región. Un decreto imperial ordenó a sus sucesores como jefes de la región «atenerse a las reglas elaboradas por el capitán de la flota Ricord y abstenerse de realizar cambios».
Fue el jefe de los escuadrones de la Armada Imperial Rusa que bloquearon los Dardanelos desde Ténedos durante la guerra ruso-turca, navegando inicialmente como contraalmirante en el navío de línea Constantino (en ruso: Царь Константин, romanizado: Tsar' Konstantin) junto al almirante Siniavin, aunque este tuvo que volver junto a su propio navío de línea, San Andrés (en ruso: Святой Андрей, romanizado: Sviatoi Andrei), a Kronstadt.
También prestó apoyo al partido ruso, especialmente al dictador Juan Capodistrias. Tuvo cierta participación en la guerra independentista griega y más tarde en el conflicto civil griego entre los revolucionarios republicanos y los favorables a la monarquía.
En 1854 defendió Kronstadt durante la Guerra de Crimea.
Ricord fue uno de los organizadores y uno de los 17 miembros fundadores de la Sociedad Geográfica Imperial Rusa en San Petersburgo, Rusia.
En 1850 fue nombrado presidente del Comité Científico Naval.

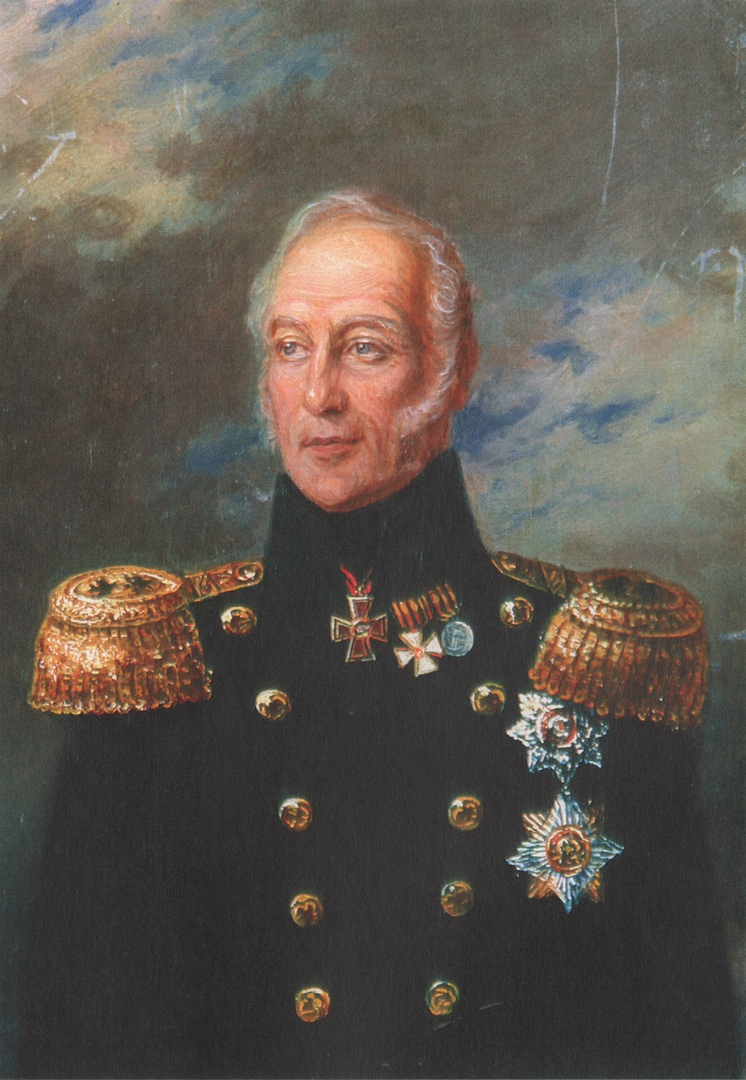
Ricord por un artista desconocido.

## Legado
La isla Rikord en el golfo de Pedro el Grande recibió su nombre.